# Clossiana karafutonis
Clossiana karafutonis är en fjärilsart som beskrevs av Matsumura 1919. Clossiana karafutonis ingår i släktet Clossiana och familjen praktfjärilar. Inga underarter finns listade i Catalogue of Life.